# Anomala bruggei
Anomala bruggei är en skalbaggsart som beskrevs av Carsten Zorn 2006. Anomala bruggei ingår i släktet Anomala och familjen Rutelidae. Inga underarter finns listade i Catalogue of Life.